# Лабунская, Галина Викторовна
Галина Викторовна Лабунская (16 (25) мая 1893 — 8 мая 1970) — советский учёный-педагог, художница. Основательница Музея детского рисунка Института художественного образования РАО. Автор учебников и учебных пособий, изданных общим тиражом свыше миллиона экземпляров.

## Биография
Родилась 16 мая 1893 года в поместье деда, Иосифа Родионовича Лабунского, в с. Думиничский завод Жиздринского уезда Калужской губернии (зарегистрирована как родившаяся в Москве 25 мая).
Училась в Московской женской гимназии Кириены Алелековой, которую окончила 21 мая 1912 года с золотой медалью. В 1915-1917 гг. вольная слушательница Императорского Московского Археологического Института имени Императора Николая II.
Художница, участвовала в выставках «№ 4 (выставка картин: футуристы, лучисты, примитивисты» (1914), «Мир искусства» (1917), общества «Жемчужное солнце» (1917), 5-й государственной выставке картин (1918 / 1919) в Москве.
С марта 1918 по 1922 год учительница рисования в 26 школе (по предыдущей нумерации № 20/21) Московской Трудовой школе 1-й ступени Сокольнического района. В 1922-1926 годах преподавательница школы № 64.
В 1920-х гг. работала под руководством А. В. Бакушинского в ГАХН. С октября 1931 по 1946 г. зав. сектором изобразительного искусства Центрального дома художественного воспитания детей Наркомпроса РСФСР.
Вместе с В. С. Щербаковым разрабатывала новые учебные программы и методики с учётом психологических особенностей и творческих возможностей детей различного возраста. В 1934 году была организатором первой Всемирной выставки детского рисунка в Москве. С 1936 член редколлегии журнала «Юный художник».
В 1941 году участница обороны Москвы. С 1943 г. работала в Московской городской школе художественных ремесел.
30 января 1947 года защитила кандидатскую диссертацию на тему «Роль художественного воспитания и образования в развитии детского художественного творчества». С 1950-х гг. на преподавательской работе в Московском Государственном педагогическом институте. Также возглавляла сектор НИИ художественного воспитания АПН.
За монографию «Изобразительное творчество детей» (1965) награждена медалью им. К. Д. Ушинского.
На 19 января 1968 года была назначена защита докторской диссертации на тему «Изобразительное творчество детей». Но защиту отменили, сославшись на преклонный возраст соискательницы.
С января 1969 г. на пенсии. Умерла 8 мая 1970 года в Москве, похоронена на Новодевичьем кладбище.
Учебники Галины Лабунской неоднократно переиздавались после её смерти.
Семья:
- первый муж (26.08.1913) Владимир Альфредович Ливен (ум. 11.03.1915)
- второй муж (с 1922) — Александр Владимирович Эйснер (2 марта 1892 — 26 октября 1963)

Дочь Варвара Александровна Эйснер (1923—2013). Внучка - Галина Игоревна Эйснер (1950 г. р.), кандидат биологических наук.

## Награды
Награждена медалями «За оборону Москвы» и «За доблестный труд в Великой Отечественной войне», медаль К.Д. Ушинского